# Tusukuru
Tusukuru és un gènere d' aranyes araneomorfes de la subfamília dels erigonins, dins de la família Linyphiidae. Es pot trobar a Rússia, Canadà i els Estats Units.
Fou descrit per primera vegada per K. Y. Eskov l'any 1993.

## Llista d'espècies
Segons The World Spider Catalog 12.0: 
- Tusukuru hartlandianus (Emerton, 1913)
- Tusukuru tamburinus Eskov, 1993 (Espècie tipus)